# Giải Cánh diều
Giải thưởng Hội điện ảnh Việt Nam, thường sử dụng tên gọi là Giải Cánh diều hay Cánh Diều Vàng (tiếng Anh: Golden Kites Awards) là một giải thưởng điện ảnh hàng năm của Hội Điện ảnh Việt Nam. Giải thưởng được trao vào khoảng tháng ba, cho những tác phẩm điện ảnh sản xuất trong năm trước đó. Giải được tổ chức lần đầu tiên là Giải Cánh diều 2002, diễn ra vào đầu 2003 ( Tại Như Quỳnh, Hưng Yên ). Trong các hạng mục trao giải còn có Cánh diều bạc và Cánh diều đồng, tuy có những năm bị loại bỏ. Mặc dù là giải thưởng điện ảnh, Cánh diều vàng còn trao cho cả các tác phẩm truyền hình và phim video. Cùng với Bông Sen Vàng, Cánh Diều Vàng là một trong hai giải thưởng có quy mô lớn và uy tín nhất  của nền điện ảnh Việt Nam.
Thực chất Cánh diều vàng là một giải thưởng mang tính nội bộ nằm trong hệ thống giải thưởng chung của Hội Liên hiệp văn học nghệ thuật. Hội Liên hiệp văn học nghệ thuật gồm có bảy hội: văn học, âm nhạc, sân khấu, mỹ thuật, nhiếp ảnh, kiến trúc, điện ảnh. Nhằm khuyến khích các nghệ sĩ thông qua tác phẩm, hàng năm Chính phủ cấp kinh phí cho mỗi hội để trao giải thưởng. Giải của Hội Điện ảnh bắt đầu trao từ năm 1993 như một phần riêng biệt  trong các kỳ Liên hoan phim Việt Nam.

## Lịch sử
Năm 2002, Tổng thư ký Hội Điện ảnh Việt Nam lúc bấy giờ là ông Trần Luân Kim, đã phát động một cuộc thi thiết kế và ý tưởng cho giải thưởng thường niên của Hội điện ảnh Việt Nam. Cuối cùng tên gọi Cánh diều cùng logo do họa sĩ Ngô Phương Ly của Đài Truyền hình Việt Nam thiết kế đã được chọn. Năm 2003, Hội Điện ảnh Việt Nam đặt tên cho giải của mình là Cánh diều vàng, và kết hợp cùng Đài Truyền hình Việt Nam đưa buổi lễ trao giải lên sóng truyền hình trực tiếp với sự hỗ trợ của các doanh nghiệp thông qua quảng cáo. Qua lịch sử của giải thưởng, nhiều hạng mục của giải được thay đổi. Ở giải Cánh diều vàng 2005, Cánh diều bạc và Cánh diều đồng bị bỏ bớt. Đến giải 2006, Cánh diều bạc được khôi phục và bằng khen thay cho Cánh diều đồng. Năm 2007, Hội Điện ảnh trao tặng thêm Cách diều bạc và hai giải phụ là Giải phim phục vụ khán giả đông nhất và Giải phim bán được nhiều vé nhất.

## Hạng mục trao giải

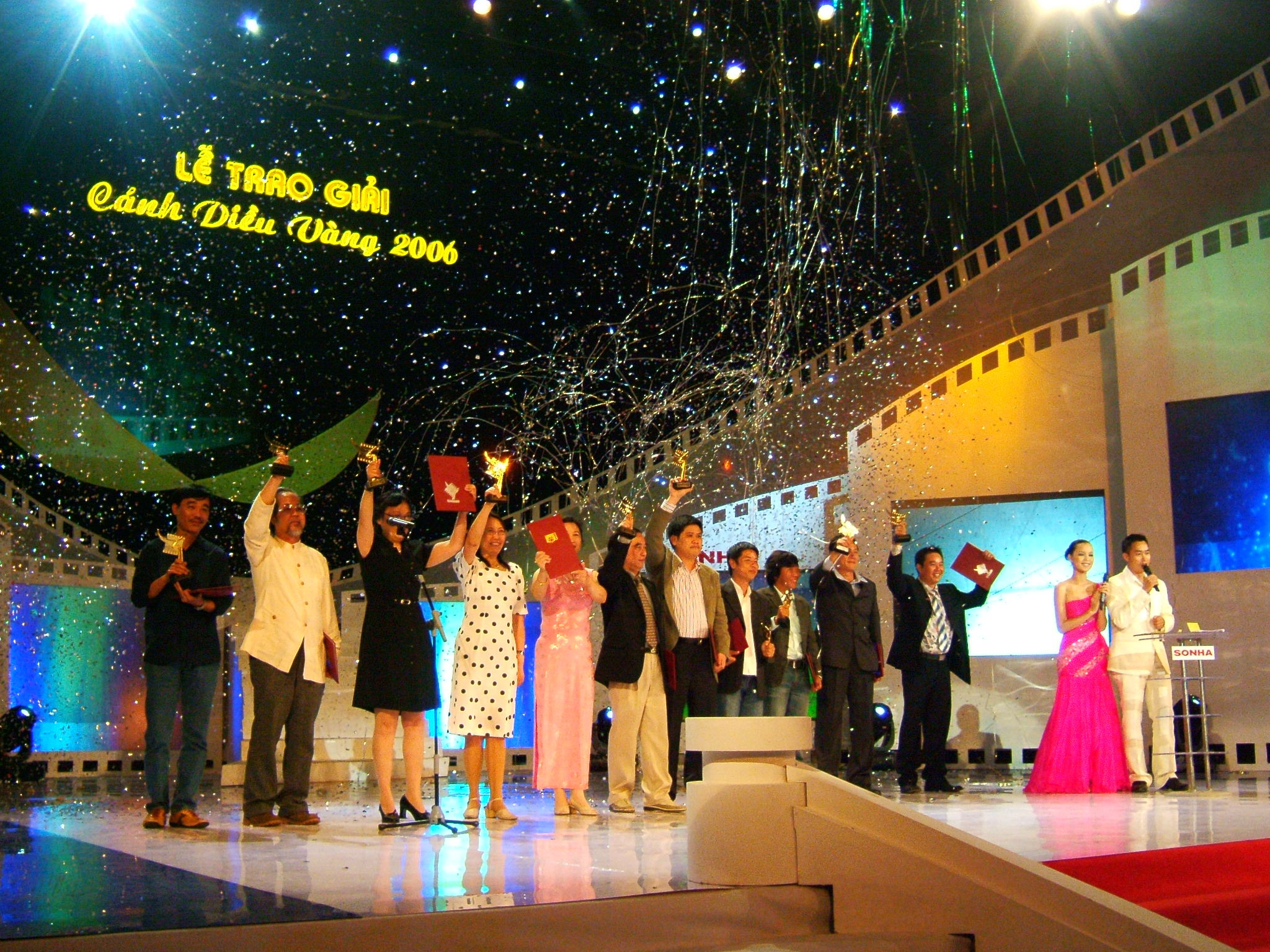
Quang cảnh lễ trao giải Cánh Diều Vàng 2006

Theo những giải được trao của Cánh diều vàng 2006, Giải cánh diều 2017, cập nhật theo Giải cánh diều 2019
Phim truyện điện ảnh
- Phim điện ảnh xuất sắc
- Đạo diễn xuất sắc phim truyện điện ảnh
- Nữ diễn viên chính xuất sắc phim truyện điện ảnh
- Nam diễn viên chính xuất sắc phim truyện điện ảnh
- Nữ diễn viên phụ xuất sắc phim truyện điện ảnh
- Nam diễn viên phụ xuất sắc phim truyện điện ảnh
- Nam diễn viên phim truyện điện ảnh được yêu thích
- Nữ diễn viên phim truyện điện ảnh được yêu thích
- Biên kịch xuất sắc phim truyện điện ảnh
- Thiết kế mỹ thuật xuất sắc
- Quay phim xuất sắc phim truyện điện ảnh
- Âm thanh xuất sắc
- Âm nhạc xuất sắc
- Phim truyện nhựa có số lượng khán giả mua vé nhiều nhất
- Giải báo chí phê bình điện ảnh dành cho phim truyện nhựa

Phim truyền hình
- Phim truyền hình dài tập
- Phim truyền hình ngắn tập
- Giải đạo diễn phim truyền hình dài tập
- Giải đạo diễn phim truyền hình ngắn tập
- Nam diễn viên chính xuất sắc phim truyện truyền hình
- Nữ diễn viên chính xuất sắc phim truyện truyền hình
- Nam diễn viên phim truyện truyền hình được yêu thích
- Nữ diễn viên phim truyện truyền hình được yêu thích
- Nam diễn viên phụ xuất sắc phim truyện truyền hình
- Nữ diễn viên phụ xuất sắc phim truyện truyền hình
- Biên kịch xuất sắc phim truyện truyền hình
- Quay phim xuất sắc phim truyện truyền hình

Phim tài liệu và khoa học
- Phim tài liệu nhựa
- Phim tài liệu video
- Phim khoa học
- Đạo diễn xuất sắc phim tài liệu nhựa và video
- Quay phim xuất sắc

Phim hoạt hình
- Phim xuất sắc
- Đạo diễn
- Quay phim
- Họa sĩ
Phim ngắn
Công trình nghiên cứu phê bình điện ảnh

## Những thay đổi về giải thưởng
- Năm 2003: Hội Điện ảnh Việt Nam sáng lập thêm Cuộc thi phim ngắn toàn quốc, cuộc thi được tổ chức hàng năm trước sự kiện Giải Cánh Diều
- Giải Cánh diều 2003: Thêm giải thưởng Cánh diều đặc biệt cho bộ phim Nguyễn Ái Quốc ở Hồng Kông
- Giải Cánh diều 2004: Thêm giải Phim hợp tác với nước ngoài hay nhất cho Mùa len trâu
- Giải Cánh diều 2005:
  - Giải Cánh diều bạc, Cánh diều đồng bị bỏ
  - Thêm giải Phim xuất sắc do báo chí bình chọn cho Sống trong sợ hãi
- Giải Cánh diều 2006: 
  - Thêm hai giải mới Phim phục vụ người xem nhiều nhất và Phim bán được nhiều vé nhất
  - Giải Cánh diều bạc được khôi phục
  - Bằng khen thay cho Cánh diều đồng
- Năm 2006: Đổi tên Cuộc thi phim ngắn toàn quốc thành Giải Cánh diều dành cho phim ngắn[3][4]
- Giải Cánh diều 2009:
  - Có thêm hạng mục Phim video thay thế hạng mục phim truyền hình ngắn tập
  - Có thêm giải thưởng cho Nam và Nữ diễn viên chính hạng mục phim truyền hình
- Năm 2011, sáp nhập Giải Cánh diều dành cho phim ngắn thành hạng mục Phim ngắn, bắt đầu trao giải từ Giải Cánh diều 2010.
- Giải Cánh diều 2017, có thêm giải Quay phim xuất sắc cho hai hạng mục Phim tài liệu và Phim khoa học; giải giải Họa sĩ chính ở hạng mục Phim hoạt hình..[5]
- Giải Cánh diều 2024:
  - Có thêm giải Nam và Nữ diễn viên phim điện ảnh được yêu thích.[6]
  - Có thêm giải Nam và Nữ diễn viên phim truyền hình được yêu thích.[6]

## Những lần tổ chức
- Giải Cánh diều 2002
- Giải Cánh diều 2003
- Giải Cánh diều 2004
- Giải Cánh diều 2005
- Giải Cánh diều 2006
- Giải Cánh diều 2007
- Giải Cánh diều 2008
- Giải Cánh diều 2009
- Giải Cánh diều 2010
- Giải Cánh diều 2011
- Giải Cánh diều 2012
- Giải Cánh diều 2013
- Giải Cánh diều 2014
- Giải Cánh diều 2015
- Giải Cánh diều 2016
- Giải Cánh diều 2017
- Giải Cánh diều 2018
- Giải Cánh diều 2019
- Giải Cánh diều 2020
- Giải Cánh diều 2021
- Giải Cánh diều 2023
- Giải Cánh diều 2024
- Giải Cánh diều 2025

## Danh sách Phim đoạt giải vàng
| Năm  | Phim Điện Ảnh | Phim Truyền Hình | Phim Tài Liệu                                                                                        | Phim hoạt hình                                      |
| ---- | --- | --- | --- | --------------------------------------------------- |
| 2002 | Lưới Trời - Đạo diễn: Phi Tiến Sơn - Sản xuất: Hãng phim Truyện 1                                                            | Không còn gì để nói - Đạo diễn: NSND Khải Hưng - Sản xuất: Trung tâm Phim truyền hình Việt Nam Đứa con vùng đồi - Đạo diễn: Trần Trung Dũng | Thang đá ngược ngàn - Đạo diễn: Lê Hồng Chương - Sản xuất: Hãng phim Tài liệu và Khoa học Trung ương | Không tổ chức trao giải                             |
| 2003 | Người đàn bà mộng du - Đạo diễn: NSND Nguyễn Thanh Vân Giải đặc biệt: Nguyễn Ái Quốc ở Hồng Công - Đạo diễn: Nguyễn Khắc Lợi | Không có giải vàng | Không có giải vàng                                                                                   | Không có giải vàng                                  |
| 2004 | Không có giải vàng | Ngọn nến hoàng cung - Đạo diễn: Nguyễn Quốc Hưng                                                                                            | Những nẻo đường công lý - Đạo diễn: Lại Văn Sinh Muốn được sống - Đạo diễn: Lê Hồng Chuơng           | Không có giải vàng                                  |
| 2005 | Chuyện của Pao - Đạo diễn Ngô Quang Hải                                                                                      | Một lần đi bụi - Đạo diễn: Trần Quốc Trọng Dưới cờ đại nghĩa - Đạo diễn: Nguyễn Tường Phương, Lê Phương Nam                                 | Còn lại với thời gian - Đạo diễn: Lê Hồng Chương                                                     | Không có giải vàng                                  |
| 2006 | Hà Nội, Hà Nội - Đạo diễn: Bùi Tuấn Dũng, Lý Vĩ Áo lụa Hà Đông, - Đạo diễn: Lưu Huỳnh                                        | Chạy án - Đạo diễn Vũ Hồng Sơn Nhà có ba chị em - Đạo diễn Đỗ Thanh Hải                                                                     | Khoảng cách - Đạo diễn Trần Phi Mêkông ký sự - Đạo diễn Phạm Khắc                                    | Chuyến đi xa của tắc kè - Đạo diễn Trần Khánh Dương |
| 2007 | Không có giải vàng | Mùa hè rớt - Đạo diễn: Phạm Thanh Phong Hậu họa - Đạo diễn: Phạm Nhuệ Giang                                                                 | Chất xám - Đạo diễn: Nguyễn Thước                                                                    | Không có giải vàng                                  |

## Chỉ trích của báo chí
Tuy là một giải thưởng điện ảnh lớn của Việt Nam, được kết hợp với Đài Truyền hình Việt Nam phát hình trực tiếp, nhưng Cánh diều vàng thường xuyên bị sự chỉ trích của báo chí vì để lộ giải và tổ chức không tốt. Tính tới 2007, Cánh diều vàng chưa có một buổi họp báo chính thức nào.
Kịch bản buổi lễ trao giải được tổ chức dựa theo giải thưởng Oscar. Cảnh các bộ phim được đề cử chiếu lên màn hình lớn. Kết quả giải thưởng được giữ trong phong bì kín và do các cặp diễn viên trao, tuy có những năm giải bị lộ trước. Số lượng phim đề cử cũng là 5, mặc dù có năm chỉ gồm 7 phim tranh giải. Việc các hạng mục trao giải thường xuyên thay đổi cũng gây nên các phản ứng của báo chí.
Về nguyên tắc, giải Cánh diều vàng được tổ chức để trao cho các tác phẩm của năm trước đó, nhưng thực tế, trong các bộ phim được trao giải có những phim chưa kịp công chiếu, có những phim trước đó 3 năm. Trò đùa của Thiên lôi được trao Cánh diều bạc 2003, đến 2007 vẫn chưa ra mắt khán giả. Chuyện của Pao được trao Cánh diều vàng 2005 khi chưa công chiếu. Lọ lem hè phố giải Phim có số lượng khán giả mua vé nhiều nhất của Cánh diều vàng 2006 được công chiếu từ 2004. Tương tự các phim Hải quỳ, Đi trong giấc ngủ, Có một chuyến đi, Giải phóng Sài Gòn, Đường thư, Cầu ông Tượng dù tham dự Cánh diều vàng từ những năm trước, nhưng tới 2007 vẫn chưa đến với khán giả.
Tất cả những phim đoạt giải cao nhất tại Cánh diều vàng: Người đàn bà mộng du (2003), Thời xa vắng (Cánh diều bạc, không có Cánh diều vàng – giải 2004), Chuyện của Pao (2005) đều là những phim thất bại về doanh thu. Áo lụa Hà Đông, một trong hai phim đoạt Cánh diều vàng 2006, là phim tư nhân đầu tiên đoạt giải và cũng là phim đầu tiên thành công về mặt thương mại.